# Rosario Sferrazza
Rosario Sferrazza (Villalba, 24 novembre 1943) è un batterista, cantante e compositore italiano.
Nel corso della sua carriera ha utilizzato vari nomi d'arte, tra cui i più usati sono Diego Pepe (come cantante), Theodoro re dei poeti, Theodorking Group e Rosferra Marsalis (usato nei suoi lavori jazz).

## Biografia
Figlio d'arte (il padre è un violinista), inizia l'attività musicale a 18 anni come batterista in un complesso di rock 'n' roll, i Topi di fogna; contemporaneamente studia batteria jazz con Enrico Lucchini e Tony Williams, studiando in seguito alla Berckley di Boston tecnica, linguaggio, letture e play jazzistiche della batteria per quartetto, quintetto, piccola orchestra e big band. Attualmente suona anche altri strumenti, come il flauto, il sax alto, il basso e le tastiere.
Si trasferisce poi a Torino, suonando nellOrchestra Ritmica della Rai (vince nel 1961 il premio Bacchetta d'oro); entra poi nel complesso che accompagna Gastone Parigi, e forma un suo complesso, i Saraceni; si accosta poi al beat e forma il gruppo dei Cavernicoli, che si fanno notare per il fatto di presentarsi a suonare vestiti, appunto, come uomini delle caverne.
Nel 1965, durante una serata a Milano al The Wanted, vengono notati da  Miki Del Prete, che sta dando vita con ad una nuova etichetta, Italian Yank, e che li mette sotto contratto; la prima incisioneviene pubblicata con lo pseudonimo Diego Pepe, che utilizzerà anche in seguito.
Passa poi con il gruppo alla Kansas e, dopo un altro disco inciso come solista, viene pubblicata un'incisione con il complesso.
Il 45 giri, che viene pubblicato nel 1966, contiene due cover, Non hai pietà (Pretty Flamingo dei Manfred Mann) e Se vuoi restare sola (Pretty Flamingo dei The Lovin' Spoonful); il 45 giri viene ristampato dalla Bentler l'anno seguente, ma Sferrazza ha ormai deciso di ritornare alla carriera solista, con il nome d'arte Diego Pepe.
Con Lunedì partecipa al X Festival della canzone italiana di Zurigo, mentre con l'altra canzone del disco, Settembre ti dirà, partecipa a Settevoci e all'Oscar della canzone.
Nel decennio successivo si accosta al rock progressivo, con varie denominazioni: Theodoro re dei poeti, Theodor King Group e Theodorking Group.
Nel 1982, nel 1983 e nel 1984 compone le sigle del Girofestival.
Negli anni successivi si dedica alla produzione discografica, lavorando tra gli altri con Stella Carnacina, ed alla registrazione di jingle pubblicitari, senza tralasciare la sua attività come batterista jazz, realizzando, tra le altre cose, un proprio catalogo di metodi per ritmica jazz.
Molto noto in Italia e all'estero, Rosario Sferrazza, ha eseguito dal 1961 al 1996 più di 8400 serate, sia come jazzista che come cantante. Ha suonato con jazzisti del calibro di Bob DeAngelis, Steve Hunt, Verne Dorge, Bob Leonard, Frank Dorst e Peter Coulman, entrando in contatto con famosi musicisti come Chick Corea e Herbie Hancok.
Il brano Sognando Bailando, da lui stesso interpretato, è stato per 25 puntate la sigla di testa della trasmissione nazionale con le migliori orchestre italiane Scusi, vuol ballare con me?, condotta da Paola Melloni e Luciano Melli e trasmessa su Odeon TV - Telereporter e Canale 7.

## Discografia parziale

### Album

#### 33 giri
- 1982 - Theodorking Group (City, C 1020; come Theodorking Group)
- 1982 - Ieri e oggi (Kansas, KAM 802; come Diego Pepe)
- 1985 - In Janeiro (Young Records, YR 0222; come Diego Pepe)

#### CD
- 2007 - Collection 1974-1980 (Giallo Records, CD MMM 104; come Theodorking Group)

### Singoli

#### 45 giri
- 1965 - Ti chiedo un favore/Ho da raccontare alla gente (Italian Yank, IY 10003; come Diego Pepe)
- 1966 - Se sono in tempo/Se non ti vado bene più (Kansas, dm 1007; come Diego Pepe)
- 1966 - Non hai pietà/Se vuoi restare sola (Kansas, dm 1019; con i Cavernicoli)
- 1967 - Smettiamola/La colpa non è mia (Bentler, BE/NP 5014; come Pepe e Sale)
- 1967 - Non hai pietà/Se vuoi restare sola (Bentler, BE/NP 5016; come Diego Pepe e i Cavernicoli)
- 1967 - Settembre ti dirà/Lunedì (Bentler, BE/NP 5024; come Diego Pepe)
- 1974 - Jumbo rock/Preparati bambina (Kansas, K 512; come Theodoro re dei poeti)
- 1974 - Elle et elle/All of me loves all of you (City) come Theodorking Flute
- 1975 - Happy people every where/Samborrombon (City, C 6323; come Theodor King Group)
- 1976 - Dedicated/Accattone (City, C 6412; come Theodor King Group)
- 1978 - Young Amazzonia/Jump on the motorcycle (Metropol, MRC 7079; come Theodorking Group)
- 1982 - Per Annamaria/Vedo blu (Kansas, KANNP 505; come Diego Pepe)
- 1983 - Per dirti che ti amo/Stasera (Young Records, YR 0223; sul alto A canta Ivana Costi)
- 1984 - Ispirazione/Elle et elle/Jumbo jet (Young Records, YR 02; come Theodor King Group)
- 1984 - Happy People Every Where/Ti credevo diversa (Young Records, YR 03; come Theodor King Group)
- 1985 - Stasera/Janeiro (Young Records; come Diego Pepe)